# Natalia Cordova-Buckley

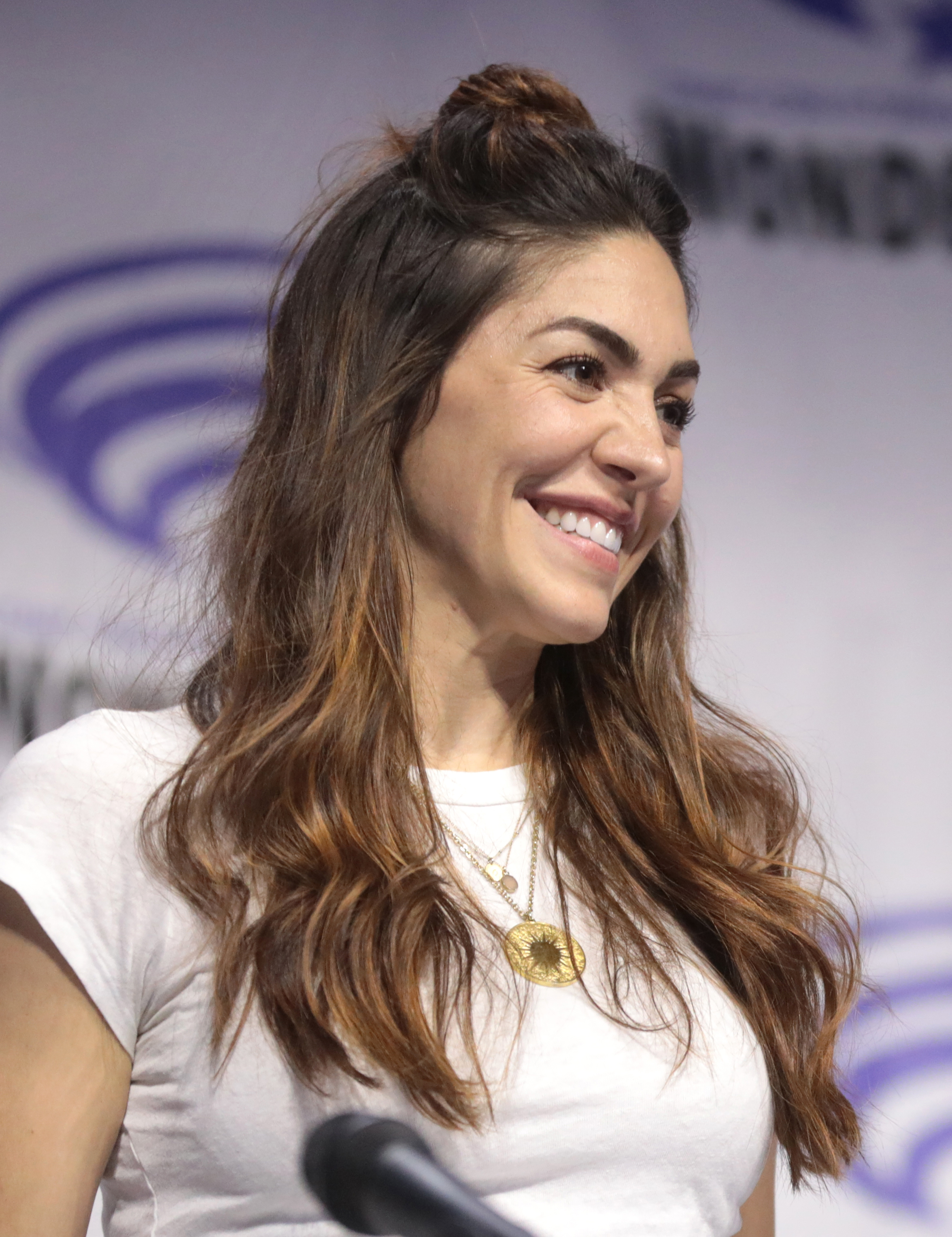
Natalia Cordova-Buckley im März 2019

Natalia Cordova-Buckley (* 25. November 1982 in Mexiko-Stadt) ist eine mexikanisch-US-amerikanische Schauspielerin. Bekanntheit erlangte sie in der Rolle der Elena „Yo-Yo“ Rodriguez / Slingshot in der US-amerikanischen Fernsehserie Marvel’s Agents of S.H.I.E.L.D..

## Leben
Natalia Cordova-Buckley wurde am 25. November 1982 in Mexiko-Stadt geboren, wuchs jedoch die nächsten Jahre in Cancún auf; ihr Großvater war der in Mexiko sehr bekannte Schauspieler Pancho Cordova. Ursprünglich begann sie eine Ausbildung zur Balletttänzerin, brach diese jedoch ab um Schauspielerin zu werden, weswegen sie mit 17 Jahren in die Vereinigten Staaten umzog und dort die University of North Carolina School of the Arts besuchte.
Nach ihrem Abschluss besuchte sie noch das California Institute of the Arts, ehe sie 2008 im gleichnamigen Remake der argentinischen Fernsehserie Los Simuladores ihr Fernsehdebüt feierte. Im Verlauf spielte sie noch in mehreren spanischsprachigen Filmen und Fernsehserien Nebenrollen, so unter anderem an der Seite von Charo López. 2015 war sie an der Seite von Kevin Costner im Sportdrama City of McFarland zu sehen, was ihren ersten Auftritt in einem amerikanischen Film darstellte. Ein Jahr später wurde sie für die im Marvel Cinematic Universe angesiedelte Fernsehserie Marvel’s Agents of S.H.I.E.L.D. des Senders ABC gecastet. Die von ihr dargestellte Elena „Yo-Yo“ Rodriguez war zunächst als Nebenrolle zu sehen, bevor sie mit der fünften Staffel in den Hauptcast aufgenommen wurde; diese Rolle spielte sie bis zum Ende der Serie im Jahr 2020 in 62 Episoden. Parallel zu vierten Staffel wurde die sechsteilige Webserie Marvel’s Agents of S.H.I.E.L.D.: Slingshot veröffentlicht, welche thematisch an die dritte Staffel anschloss und ihre Figur in den Mittelpunkt gestellt hat.
Danach folgten weitere kleine Nebenrollen in den Serien Bates Motel, Mayans M.C. und Winning Time: Aufstieg der Lakers-Dynastie sowie Auftritte in den Filmen Coco – Lebendiger als das Leben! und Destroyer, wobei sie in ersterem die Malerin Frida Kahlo sprach.
Im Deutschen wird sie in Marvel’s Agents of S.H.I.E.L.D. und Winning Time von Sarah Méndez Garcia synchronisiert, weitere Sprecherinnen waren Dana Friedrich, Cornelia Waibel und Anke Reitzenstein.

## Persönliches
Cordova-Buckley ist seit 2011 mit dem Schauspieler Brian Buckley verheiratet und lebt mit ihm sowie zwei Hunden in Los Angeles. Eine ihrer Inspirationsquellen war die von ihr im Film Coco gesprochene Malerin Kahlo.

## Filmografie
- 2008–2009: Los simuladores (Fernsehserie, 6 Episoden)
- 2008: Terminales (Fernsehserie, 2 Episoden)
- 2010: Sucedío en un día
- 2010: Los Minondo (Fernsehserie, 10 Episoden)
- 2011: Bienes raíces (Fernsehserie, 4 Episoden)
- 2011: Lluvia de Luna
- 2011: Ella y el Candidato
- 2012: Ventanas al mar
- 2012: Flight (Kurzfilm)
- 2014: Yerbamala
- 2015: Vámonos (Kurzfilm)
- 2015: City of McFarland (McFarland, USA)
- 2016–2020: Marvel’s Agents of S.H.I.E.L.D. (Fernsehserie, 62 Episoden)
- 2016: Marvel’s Agents of S.H.I.E.L.D.: Slingshot (Webserie, 6 Episoden)
- 2016: Icebox (Kurzfilm)
- 2017: Coco – Lebendiger als das Leben! (Coco, Stimme)
- 2017: Bates Motel (Fernsehserie, 2 Episoden)
- 2017: Welcome Back (Kurzfilm)
- 2018: Destroyer
- 2021: Coyote (Fernsehserie, 3 Episoden)
- 2021: Mayans M.C. (Fernsehserie, 4 Episoden)
- 2022: Winning Time: Aufstieg der Lakers-Dynastie (Fernsehserie, Episode 1x08)
- 2022–2023: Moskito-Küste (The Mosquito Coast, Fernsehserie, 9 Episoden)
- 2023: The Portrait